# Jorge Alberto Costa e Silva
Jorge Alberto Costa e Silva (Vassouras, 26 de março de 1942) é um médico psiquiatra brasileiro, membro da Academia Nacional de Medicina.

## Biografia
Com o pai médico e com a mãe, sobrinha neta de Dom Jacinto Benavente, Prêmio Nobel de Literatura, Jorge Alberto Costa e Silva se interessou desde cedo pela literatura e pela medicina.
Se formou na Universidade do Estado do Rio de Janeiro, em 1966, aos 24 anos. No ano seguinte, seguiu para a Suécia, onde se especializou no Instituto Karolinska. Ao retornar, o então jovem Doutor fundou sua clínica na zona sul da cidade do Rio de Janeiro, aonde atende seus pacientes até hoje, assessorado por uma equipe de assistentes formada por psicólogos clínicos e outros médicos psiquiatras.
Atualmente lidera pesquisas na área de neurociências e neuroimagem à frente do Instituto Brasileiro do Cérebro - INBRACER, instituição que fundou e da qual é presidente.
Entre os cargos mais importantes que já ocupou, ao longo de sua carreira de quase 50 anos como psiquiatra, estão o de Presidente da Associação Mundial de Psiquiatria (1989-1993), o de Diretor da Divisão de Saúde Mental da OMS – Organização Mundial de Saúde (1994-1999), o de Professor e Diretor do Centro Internacional de Política de Saúde Mental e Pesquisa da NYU - New York University Medical School (1999-2008).
Foi, durante 26 anos (de 1980 à 2006), professor titular e diretor da Faculdade de Ciências Médicas da Universidade do Estado do Rio de Janeiro – UERJ.
Aos 40 anos foi eleito o mais jovem membro da história da Academia Nacional de Medicina.
Desde 2003 é membro também da Academia Nacional de Medicina da França, ao lado de apenas três outros brasileiros: Oswaldo Cruz, Carlos Chagas e Carlos Chagas Filho.
É também membro honorário de mais de 50 associações psiquiátricas nacionais e internacionais, incluindo a Academia Internacional de Ciências na Suécia, e a Associação Americana de Psiquiatria.
Publicou mais de 300 artigos como autor ou coautor em revistas nacionais e internacionais e possui mais de 20 livros publicados como autor, coautor ou editor. É Membro do Conselho Editorial de inúmeras revistas médicas nacionais e internacionais e peer review de 5 revistas estrangeiras.
Em 2004 foi condecorado pelo presidente francês Jacques Chirac com a Legião de Honra (Légion d’Honneur), condecoração máxima do governo francês instituída por Napoleão Bonaparte em 1802. Os outros brasileiros condecorados são: O presidente Lula, os escritores Jorge Amado e Paulo Coelho, o médico Ivo Pitanguy e os músicos Tom Jobim e Gilberto Gil.
Atualmente acumula os cargos de: Presidente do Instituto Brasileiro do Cérebro – INBRACER; Chefe do serviço de psiquiatria da Santa Casa de Misericórdia do Rio de Janeiro (desde 1985); Professor titular da PUC-Rio (desde 1986) e da Faculdade Souza Marques (desde 1989); Membro do corpo editorial dos periódicos L’Encéphale (desde 1996), Journal of Psychiatric Practice (desde 2002) e Dialogues in clinical neuroscience (desde 1992); Membro da sessão de metodologia de pesquisa da WPA - Associação Mundial de Psiquiatria  (desde 1988).

## Prêmios e homenagens
Recebeu ao todo mais de 20 prêmios, entre os quais:
- Doctor Honoris Causa – Universidade de Assunção – Paraguay (2009)[6][18].
- Doctor Honoris Causa da International Writers and Artists Association (IWAS)[18].
- Legião de Honra – Governo Francês (2004)[6][1][13].
- Professor Extranjero – Escuela de Graduados da Associacion Medica Argentina (1999).[18]
- Chevalier dans l’Ordre National du Mérite – Governo Francês (1995)[18].
- Comenda do Mérito Médico – Ministério da Saúde – Governo Brasileiro (1988)[18].
- Mérito Médico – Ministério da Saúde – Governo do Uruguai (1977)[6].
- Ordem do Mérito Médico - Ministério da Saúde, Governo do Brasil[6].